# Лорънс (окръг, Алабама)
Вижте пояснителната страница за други значения на Лорънс.
Окръг Лорънс (на английски: Lawrence County) е окръг в щата Алабама, Съединени американски щати. Площта му е 1860 km², а населението – 33 073 души (1 април 2020). Административен център е град Молтън.